# Diamond Comic Distributors
Diamond Comic Distributors, Inc., également appelé Diamond Comics, DCD ou Diamond est le plus grand distributeur de comic book de l'Amérique du Nord. Il transporte les comic books des petites et grandes maisons d'édition de comic book jusqu'au détaillants. Elle a été fondée en 1990 par Steve Geppi.
Diamond domine le direct market aux États-Unis, et a des contrats d'exclusivité avec des grandes maisons d'éditions comme Dark Horse Comics, DC Comics, IDW Publishing, Image Comics, Marvel Comics, et Radical Comics.